# Концентрат 1984.-2005.
„Концентрат 1984.-2005.“ је четврти компилацијски албум Парног ваљка који се појавио на тржишту 1. децембра 2005. године. Издавачка кућа Croatia Records, наследница некадашњег Југотона на овом дуплом ЦД-у је објавила највеће хитове са свих студијских албума објављених од плоче „Ухвати ритам“ из 1984. до издања „Претежно сунчано?“ из 2004. године. На албуму се налази и песма „Мир на јастуку“ која није била уврштена ни на један студијски албум, већ је била издата као сингл. Како је своје прве албуме Парни ваљак снимао за издавачку кућу Suzy, коју је наследио Hit Records, хитови из раздобља од 1976. до 1983. године нашли су се на посебном издању.

## Списак песама

### ЦД 1
| р. бр | назив песме                           | албум               | година |
| ----- | ------------------------------------- | ------------------- | ------ |
| 1.    | „Ухвати ритам“                        | Ухвати ритам        | 1984   |
| 2.    | „Пусти нек' траје“                    | Ухвати ритам        | 1984   |
| 3.    | „Остани с њим“                        | Ухвати ритам        | 1984   |
| 4.    | „Угаси ме“                            | Покрени се!         | 1985   |
| 5.    | „Гледам је док спава“                 | Покрени се!         | 1985   |
| 6.    | „Малена“                              | Покрени се!         | 1985   |
| 7.    | „Јесен у мени“                        | Анђели се досађују? | 1987   |
| 8.    | „Загреб има исти позивни“             | Анђели се досађују? | 1987   |
| 9.    | „Ања“                                 | Анђели се досађују? | 1987   |
| 10.   | „Када ме дотакне“                     | Анђели се досађују? | 1987   |
| 11.   | „Проклета недеља (што је иза облака)“ | Сјај у очима        | 1988   |
| 12.   | „Сјај у очима“                        | Сјај у очима        | 1988   |
| 13.   | „Моја је пјесма лагана“               | Сјај у очима        | 1988   |
| 14.   | „Године пролазе“                      | Ловци снова         | 1990   |
| 15.   | „Париз“                               | Ловци снова         | 1990   |
| 16.   | „У пролазу“                           | Ловци снова         | 1990   |
| 17.   | „Сузама се ватре не гасе“             | Ловци снова         | 1990   |
| 18.   | „Вријеме љубави“                      | Ловци снова         | 1990   |

### ЦД 2
| р. бр | назив песме               | албум                   | година |
| ----- | ------------------------- | ----------------------- | ------ |
| 1.    | „Све још мирише на њу“    | Буђење                  | 1994   |
| 2.    | „Љубавна“                 | Буђење                  | 1994   |
| 3.    | „Ивана“                   | Буђење                  | 1994   |
| 4.    | „Дођи“                    | Буђење                  | 1994   |
| 5.    | „Молитва“                 | Буђење                  | 1994   |
| 6.    | „... а где је љубав“      | Само снови теку узводно | 1997   |
| 7.    | „Док је тебе“             | Само снови теку узводно | 1997   |
| 8.    | „Оба лица љубави“         | Само снови теку узводно | 1997   |
| 9.    | „Заставе“                 | Заставе                 | 2000   |
| 10.   | „Мијењам се“              | Заставе                 | 2000   |
| 11.   | „Када кола крену низбрдо“ | Заставе                 | 2000   |
| 12.   | „У љубав вјерујем“        | Заставе                 | 2000   |
| 13.   | „Мир на јастуку“          | /                       | 2000   |
| 14.   | „Док си поред мене“       | Претежно сунчано?       | 2004   |
| 15.   | „Празно тијело (unplugged)“        | Претежно сунчано?       | 2004   |
| 16.   | „Петак“                   | Претежно сунчано?       | 2004   |
| 17.   | „Сунчаном страном“        | Претежно сунчано?       | 2004   |